# Верворт, Руди
Руди Верворт (нидерл. Rudi Vervoort, род. 20 ноября 1958, Вилворде, Бельгия) — бельгийский государственный и политический деятель, юрист, член Социалистической партии Бельгии. Министр-президент Брюссельского столичного региона с 7 мая 2013 года.

## Биография
Родился 20 ноября 1958 года в Вилворде, Бельгия в смешанной семье — отец, говорил по-голландски, и мать, говорящей по-французски.
В 22 года вступил в Социалистическую партию Бельгии. В 1981 году он получил степень юриста в ULB.
В 1989 году он был избран муниципальным советником в Эвере. Олдерменом в 1993 году, он использовал свои навыки в области спорта, образования, культуры и финансов, прежде чем стать мэром в 1998 году. В 1999 году он был избран региональным депутатом и вошел в парламент Брюсселя. Он также стал лидером группы СПБ. Он также был членом Франкоязычного сообщества Бельгии с 2004 по май 2013. В 2012 году Руди был избран вице-президентом Брюссельской федерации СПБ и сменил Филиппа Муро.
Мэр Эвере с 2 февраля 1998 года.

## Награды
- Кавалер Ордена Леопольда II — 2014 год.
- Кавалер Ордена Восходящего солнца — 2016 год[2].